# Rosalía Mera
Rosalía Mera Goyenechea, född 28 januari 1944 i A Coruña, död 15 augusti 2013 i A Coruña, var en spansk entreprenör och en av de två grundarna av Inditex.
Rosalía Mera växte upp under ekonomiskt svaga förhållanden i stadsdelen Monte Alto i A Coruña. Hennes far var elverksanställd och hennes mor drev en charkuteriaffär. Hon avslutade sin skolgång vid elva års ålder och arbetade som först sömmerska, och sedan som butiksbiträde i klädesaffären La Maja. Där mötte hon den dåvarande springpojken Amancio Ortega, som hon gifte sig med 1966 vid 22 års ålder.
Ortega och hon hade 1963 tillsammans med familjemedlemmar satt upp syateljén GOA i en källare, där det syddes mönstrade städrockar. De öppnade sin första butik, Zara, i maj 1975 i A Coruña. Holdingbolaget Inditex grundade de tillsammans 1985. Rosalía Mera lämnade den dagliga driften av Inditex-koncernen efter det att hon skilt sig från Amancio Ortega 1986, men behöll sin aktiepost i företaget och stannade kvar i styrelsen till 2004.
Hon återvände till skolbänken 1973 och tog en grundskolelärarexamen. Hon studerade också senare psykologi. 
Rosalá Mera grundade 1986 stiftelsen Fundación Paideia, senare Fundación Paideia Galiza, för att driva social verksamhet, främst utbildning och andra aktiviteter för utvecklingsstörda barn och ungdomar. Bakgrunden var bland annat att hennes son Marcos fötts med celebral pares. Hon ägnade sig från 1986 huvudsakligen åt stiftelsen, i vilken hon var ordförande.
Hon ägde ungefär 5 % av aktiekapitalet i Inditex. Hon ägde också 86 % av holdingbolaget Rosp Coruña, som hon ägde och drev tillsammans med sin äldsta dotter Sandra Ortega. Rosp Coruña ägde sin tur 7 % av det läkemedelsforskningsföretaget Zeltia, lyxhotellet Bulgari i Knightsbridge i London, och poster i bland andra företag som utvecklar fingeravtrycksidentifiering av nyfödda barn och tillverkar förnybar energi samt i IT-företag.
Rosalá Mera hade två barn med Amancio Ortega, dottern Sandra Ortega Mera och sonen Marcos Ortega Mera. Hon var vid sin död den rikaste kvinna, som själv samlat ihop en förmögenhet, i världen. Hennes förmögenhet uppskattades då till 6,1 miljarder dollar.

## Att läsa vidare
- Xabier R. Blanco: Rosalía Mera – El hilo suelto: Historia de la fundadora de Zara y primera mujer de Amancio Ortega, La Esfera de los Libros, 2015